# 劇用車

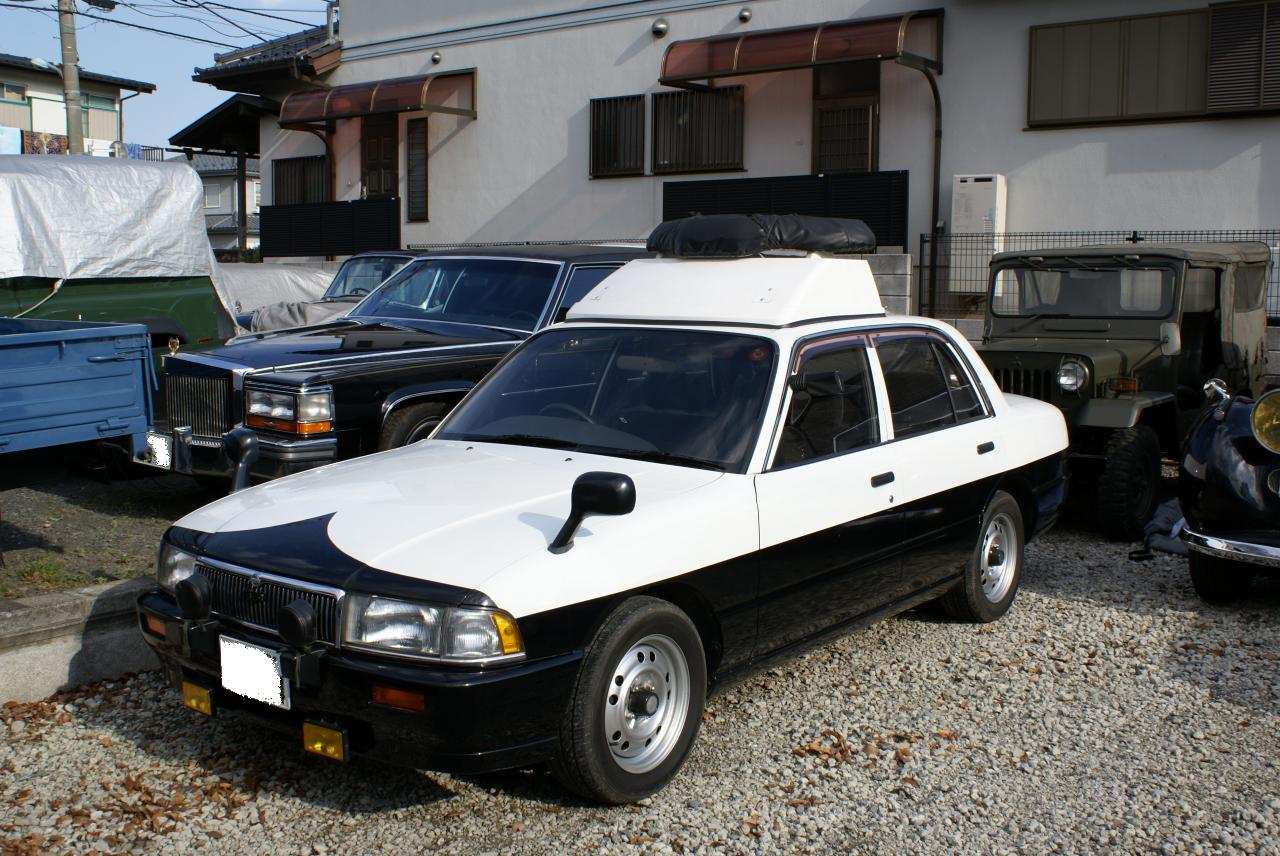
劇用車の例（車種:クルー。白黒パトカーは「白パト」などと呼ばれる）

劇用車（げきようしゃ）とは、劇中（テレビ・映画・コマーシャル・舞台）などで使用する自動車を指す。古くから撮影スタッフの中だけで言われていた専門用語だったが、2004年の法改正によって初めて法律条文に劇用車と言う名称が載った。
2004年3月18日付け警察庁丁規発第19号によると、「劇用車とは道路運送車両法第4条の規定による自動車登録ファイルへの登録を受けていない自動車等であって劇中において使用するためのものをいう」。
則法律上で言う劇用車とはあくまでナンバーを付けていない撮影用車両を指し、一般的な意味合いとは若干異なる。

## 概要
劇用車はパトカーや救急車・消防車・郵便バイクまたその劇にあわせて作った車 など劇の中で出てくる車・バイク・カートなどすべてである。
劇用車は作品の制作会社が保有するケースもあるが、多くは業者からのレンタルやリースで提供される。マエダオート、鈴木商店、エルエーカンパニー、 Show Car Pro.ONO、ワンダーフォーゲル、インペリアル、フィールドサービス、劇用車の岡、BottY,芝山観光など、劇用車を専門に扱っている会社があるが、その他ではロケバス会社（富士ロケーションサービス、グッドレンタカー、ドルフィンズ、バルクアンドセールス）、カースタント会社（スーパードライバーズ、シャドー）などが副業で行っているとみられる。
2000年代半ば以降になると（あまり車が登場しない）作品によっては経費節減などによりレンタカーで代用するケースも見受けられる。

## 主な車両

### 警察車両

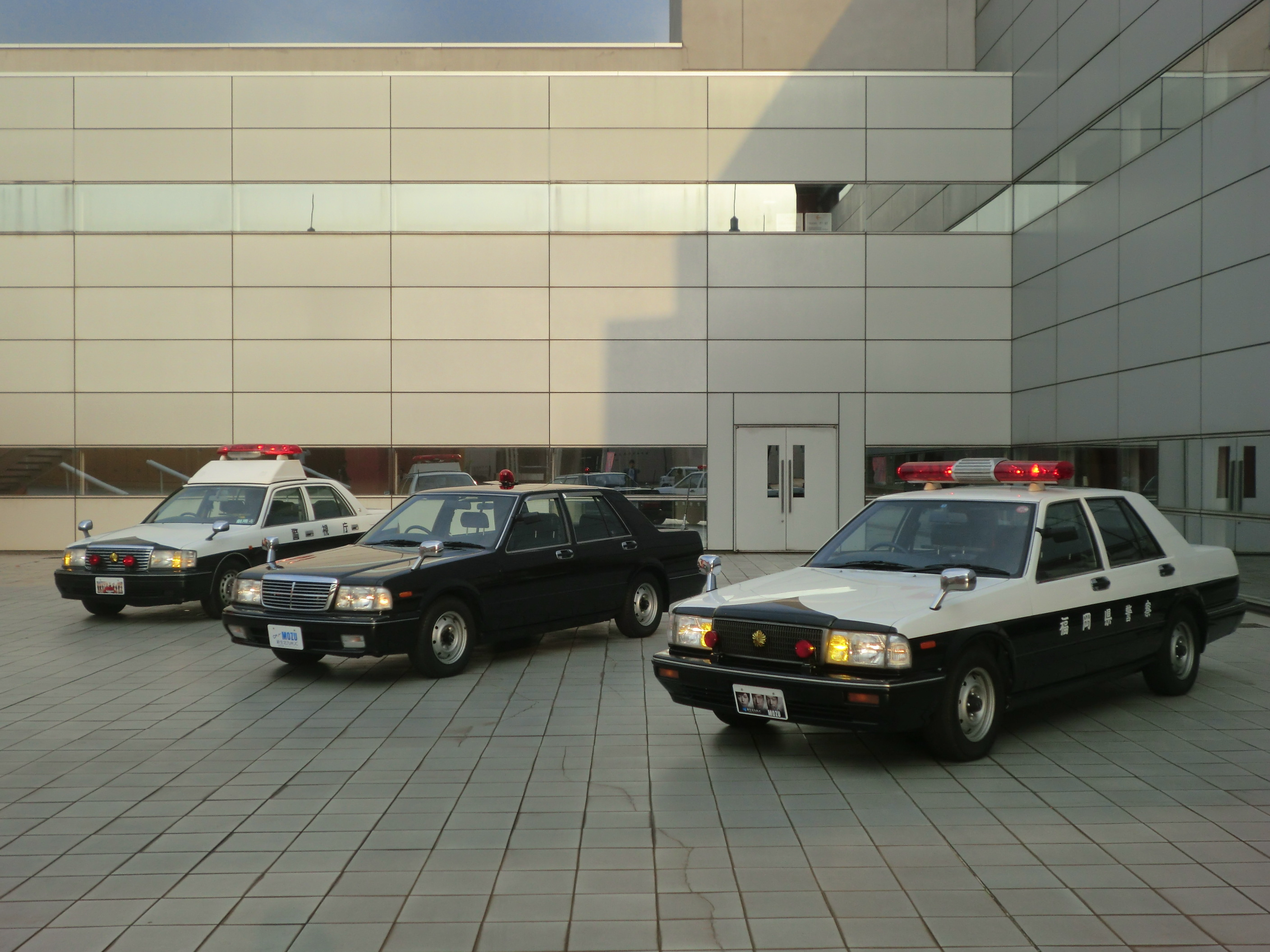
展示された劇用車（警察車両）

制服警官が乗る白黒パトカーは、地方ロケで地域に密着した内容の場合のみ極少数、地元警察が協力して実物のパトカーを貸すこともあるが、ほとんどの場合は撮影用に製作されたパトカーを使用する（実物のパトカーは機密保持の為、耐用年数を過ぎても一般に払い下げられることはない）。業者の力量や考え方により、実車と同じ部品や装備品を用いて精巧に再現されたものもあれば、本物には遠く及ばない車両もある。
ベース車両はかつてはパトカー専用グレードに近い外観を持っていた教習車やタクシーの払い下げ車が多く使用されたが、最近は普通の中古車が多い。昔のアクション作品ではスタント用に多くの中古車を使用していたため、現実のパトカーには採用されていない車種も使用していた。現在はほとんどが現行採用されている車種（主にクラウン・セドリック・クルー・レガシィB4）を使用している。
護送車や鑑識車、機動隊人員輸送車なども中古のバンやバスをベースに作られることが多いが、スタッフや資材を現場まで運んできた撮影会社の車両やレンタカーに脱着式の赤色灯を着けて代用しているだけのケースも多々見られる。
覆面パトカー、特に捜査車両についてはその性質上全くの市販車でもそれらしく見えるため、スポンサーメーカーの広報車など製作放映時点での最新モデルが使われたり、レンタカーで済ませられることもある。
特殊な外見ゆえ、撮影場所までの移動中は警察名の文字や赤色灯を隠したり取り外し、撮影用車両の旨を書いた張り紙をしている。
関西ローカル番組である『部長刑事シリーズ』（大阪テレビ放送→朝日放送・現：朝日放送テレビ）に登場する警察車両は、大阪府警察が保有する実車がそのまま貸与されており、警察機関が自ら保有する実車をそのまま刑事ドラマの劇用車として利用するのは当作が唯一の事例であった。これは、大阪府警が自ら製作に関与していたからこそなせる技であった。

### 消防車両
地域に密着したロケを行う場合や消防・レスキュー活動を題材とした作品では現実の消防当局が撮影協力を行うケースも少なくないが、通常は業者が所有する消防車や救急車を借り受けて対応する。
パトカーと違い消防車両の新車は業者や個人の購入も可能なため新車を劇用車とする業者も存在するが、新車価格は高価であるため少数派であり、常備消防組織や消防団、事業所内の自衛消防などが実際に使用していた払い下げ車両を用いることが多い。そのため放送時期に実際の消防組織で使用されている車両より古い型の場合がある。
新車で購入した消防車を使用した例としては石原プロモーションが2003年に『西部警察 SPECIAL』の爆破シーン消火用兼劇用車として購入した高所放水車（モリタ製、ベースは日野スーパードルフィン・プロフィア）がある。購入費用は9000万円。尚この車両は、2008年11月12日放送の『ナニコレ珍百景』で、きちんと整備する事を条件にプレゼントすることが発表され、これに応募した神奈川県足柄下郡真鶴町消防団に寄贈され、2009年11月から2025年まで消防イベントへの参加や市内の専用車庫で展示されて活用されていた。

### タクシー
通常はタクシー会社（個人タクシーの場合もある）の協力の下、運転手もエキストラで登場する。ただし、スタントに使用する場合は払い下げの中古を使用する。

### バス
タクシーの場合と同じく、通常はバス会社の協力の下、運転手もエキストラで登場する。架空会社を名乗る場合やスタントに使用する場合中古バスを使用する。また、旧型バスやボンネットバス、護送車などが登場する場合、業者・博物館・個人所有の車輌を使用することがある。

### その他の一般車両
上記以外の車種については後述のスポンサーメーカーの広報車両やレンタカー会社を利用するが、稀に製作会社の社用車やスタッフ・出演者個人の愛車を使用するケースもある。

## ナンバープレート
劇中に登場する車のナンバープレートは装飾部によってその撮影の都道府県や年代に合わせて製作され付け替えている。劇中の設定（場所や年代など）によっては車検ステッカーや点検ステッカーなども作って張り替えている。
寸法を実物に合わせて枠のみを立体的に加工した鉄板にカッティングシートで作った文字を貼り付ける場合が多いが、予算やその車の劇中での重要度によっては塩ビ板などで代用したりプリントした写真を貼るだけなどの装飾スタッフの工夫が多く見受けられる。
ナンバー製作の際は実際に存在しえない番号となることもある。ひらがなの「へ」「し」などを使用(例：2代目スバル・ステラテレビCM)したり、まだ発行されていない分類番号のナンバーを作ったり（例えば「品川87あXX-XX」。8ナンバーで分類番号が2桁の時代88(軽自動車は80)以外はほとんど発行されておらず、希望ナンバー制導入時に分類番号も3桁になったため"87"は今後発行されることはない）することもある。また一般公道で道路使用許可を取らずに引き絵で撮影する場合などはナンバーを付け替えずに撮影している。また、変わった例では
- 頭文字D(アニメ・ゲーム・実写映画版)：一連指定番号が5ケタ(例：「群馬55 お 13-954」)となっている
- ワイルド・スピードX3 TOKYO DRIFT：エキストラの軽自動車のナンバーが白[注 5]、主人公のランエボが4ナンバーなどとなっている。
- ハンチョウ〜警視庁安積班〜：東京のナンバーの地名が中央・江東となっている[注 6]。

等、（少なくとも撮影時点では）絶対にあり得ないナンバープレートとなっている例がある。

## 使用上の規制
劇用車を一般道路上で撮影するにあたっては様々な規制や条件の下で行われる。
撮影する場合は、一般公道の場合道路使用許可を所轄の警察署や港湾などに申請して許可を得る。もしくは、撮影所や工場などの私有地の私道を管理者の許可を得た上で封鎖して使用する。
ロケ地までの移動を容易にするため、公道を走れるようにナンバープレートを付けていることが多いが、8ナンバーや緑ナンバー交付対象にはなりえないため通常のナンバーを交付されており、撮影中のみ架空の番号を付けた劇用のナンバープレートを貼り付けている。
しかし近年（2000年代以降）、白パトや救急車等といった緊急車両系の劇用車がその特殊な外見故に、一般市民の誤解を招き街中でのトラブルや勘違いの元になり易いという事が指摘されたことから規制が厳しくなり、道路使用許可を申請しても、赤色灯を点灯させての緊急走行シーンや撮影用ナンバーを貼った上での公道上での走行シーンの撮影、緊急車両系の劇用車自体の撮影が認められないことがある。そのため、一部の2時間ドラマでは撮影用ナンバーを用意せずに通常のナンバーのまま撮影され、覆面パトカーなのにレンタカーの"わ"ナンバーであるという矛盾が生じている。
2010年代後半には上記の規制等に対応するため、撮影時には認められたナンバーを使用し、後日編集時にCG等による合成処理で設定に合ったナンバーにする例、赤色灯を消灯もしくは取り付けない状態で撮影したものをCG処理で点灯状態にする例が増えてきている。

## テレビドラマ

### スポンサー
- 一番大きい特徴としてスポンサーに左右されやすい傾向がある。これはTVにおける番組提供に自動車メーカーが名を連ねていることが挙げられる。最近では少ないが、番組提供は行わないが車両のみ提供するケースもあり、エンドロールに「車両提供：●●自動車」などと表記される。輸入車インポーターが車両提供を行う場合は後者の場合が多く、国産メーカーも1970〜1990年代前期まではクレジットされていたが現在は一部の劇場版を除いてクレジットされていない。
- 番組提供も車両提供もない場合は、劇用車両をレンタル・リースを行う専門の業者かレンタカー会社で用意したものがほとんどである。最近では「車両：●●リース」などと表記されている。あるいは制作会社が自前で劇用車両を持っている場合もある。まれに製作サイドが中古車ディーラーで直接買い付けるケースもある。大抵の場合、スタントに使われることが多い。
- 地方ロケや道路封鎖しての大規模ロケの場合、地元の運送会社・バス会社・タクシー会社の協力や地元住民が車ごと持ち込んでのエキストラで登場するケースもある。このような場合は、仮にスポンサーが付いていた場合でも他社車両が使われる。
- 車種名やメーカー名のいわゆるエンブレムをテープで隠したり、取り外したり、あるいは異なるマークを付けているケースが近年は増えてきている[注 7]。これは2000年代以降、実車でグリルやリアに自動車メーカーのマークを装着した車種が増えたことや、制作時期と実際放送される時期・枠によりスポンサーが交代ないし降板している可能性もあるためである。他にも良い使われ方をしない、例えばひき逃げをする、暴走行為、欠陥車という設定などが風評被害を招くという理由でスポンサーから難色を受けることもあり、特に欠陥車においてはまったくの架空メーカーの車両・ブランド名を付けることもある。
- 韓国ドラマの劇用車の場合、製作協力スポンサー[注 8] の自動車メーカーが担当しており、韓国ドラマの現代劇や日本統治時代[注 9] より後の時代劇には無くてはならない製作協力スポンサーにもなっている。2010年代初頭の番組内広告の完全解禁前は架空の車に仕立てられていたが、それ以降は、オリジナルの外観をそのまま使用するのが一般的となっている。

#### 連ドラ・2時間枠の自動車メーカー番組提供枠（2021年4月現在）
- NHK及び配信のドラマは除外。

※…映画枠だが、特別企画でドラマを放送している場合がある
| 放送（制作）局 | 放送枠名・番組名         | 現在のスポンサー         | 過去のスポンサー                                     |
| -------------- | ------------------------ | ------------------------ | ---------------------------------------------------- |
| フジテレビ     | 月曜21時枠               | マツダ                   | トヨタ ↓ ホンダ                                      |
| フジテレビ     | 木曜劇場                 | 日産                     | トヨタ ↓ 三菱 ↓ ホンダ・スバル                       |
| フジテレビ     | 土曜プレミアム ※         | スバル・ダイハツ・スズキ | 日産 ↓ トヨタ ↓ 三菱 ↓ ホンダ                        |
| 関西テレビ     | 火曜21時枠（旧・22時枠） | マツダ                   | スズキ ↓ トヨタ ↓ ダイハツ                           |
| テレビ朝日     | 水曜21時枠               | 日産                     |                                                      |
| テレビ朝日     | 木曜ドラマ               | ダイハツ                 | 日産ディーゼル ↓ マツダ ↓ プジョー ↓ スバル ↓ ホンダ |
| 日本テレビ     | 金曜ロードショー ※       | ダイハツ・スズキ         | ホンダ ↓ いすゞ ↓ マツダ ↓ トヨタ                    |
| 日本テレビ     | 土曜ドラマ               | スズキ                   | ホンダ ↓ ダイハツ ↓ 日産                             |
| 日本テレビ     | 水曜ドラマ               | 日産                     | 日産 ↓ トヨタ ↓ ホンダ ↓ スバル                      |
| TBS            | 日曜劇場                 | スバル                   | トヨタ                                               |
| TBS            | 火曜ドラマ               | 日産                     | BMW ↓ 日産 ↓ アウディ                                |

以下の枠では、現在スポンサーに自動車メーカーが含まれていないため、レンタル・リース会社が調達。
- TBS「金曜ドラマ」…以前はスバル、ホンダ、トヨタ、マツダ、日産が提供。
- 毎日放送「ドラマイズム」…一部地域においてノンスポンサーおよびスポット、未放送となる地域もある。
- 日本テレビ「シンドラ」…一部地域においてノンスポンサーおよびスポット、未放送となる地域もある。
- 日本テレビ「日曜ドラマ」…2015年4月より新設置。枠開始から現在提供なし。
- 読売テレビ「木曜ナイトドラマ」→「木曜ミステリーシアター」→「木曜ドラマ」→「木曜ドラマF」…2008年10月より新設置。前半がKDDIの一社提供、後半がローカルでもある。ただし、枠開始時から現在まで提供なし。
- テレビ朝日「金曜ナイトドラマ」…かつては日産が提供（関東ローカル）。
- テレビ朝日「土曜ナイトドラマ」…2017年10月期に枠を再開してからも提供はない。
- ABCテレビ「ドラマL」…枠開始からも現在提供なし。
- フジテレビ「金曜プレステージ」…日産、三菱、ダイハツ、ホンダが提供。
- 東海テレビ「オトナの土ドラ」…枠開始からも現在提供なし。
- テレビ東京「金曜8時のドラマ」…枠開始から現在提供なし。
- テレビ東京「ドラマ24」…スポンサーもローカルセールス扱いだった。

## 劇場版
前述の通り、最近では車両協力（特別協賛）でのクレジット表記は稀で、また特定のメーカーのみというケースは少ない。
主にテレビ局が制作に加わっている作品について、後にゴールデン・プライムタイムでのテレビ放送がされる場合、枠によってはライバル会社がスポンサーになっている場合もあるため、近年はエンブレム隠しを施しているケースが多い。例を挙げると、テレビ朝日の劇場版『相棒』がテレビ放送されたのは『日曜洋画劇場』（初回放映時、トヨタと三菱が当時スポンサー）しかないことから、劇中はレギュラー放送同様全て日産車だったもののエンブレムはテープなどで隠される処置がされていた）。
ちなみに舞台の時代設定が1950〜1980年代の場合、その当時の車両の大半は自動車メーカー系の博物館（テレビドラマの場合が多い）やオーナークラブ所有、エキストラ募集で集められた個人所有の車が使われる。

## バラエティ
- ロケが多いバラエティ番組の場合、出演者が自らハンドルを握る車の場合、番組スポンサーの車両を使用することがある。レンタカーで他車を使用する場合ぼかしを入れたり、番組ロゴのステッカーや横断幕で隠している。（例：ザ!鉄腕!DASH!!…トヨタ（一部ダイハツ）+日産、この差って何ですか?…レンタル・リース会社調達）
- 最近では番組とスポンサーとのコラボレーションで出演者がそのままCMに出演している。（例：「出没!アド街ック天国」における日産「セレナ」）
- バラエティだが合間に再現ドラマがある場合にも劇用車で登場している（例：「行列のできる法律相談所」…日産。）
- まれにスポンサーの関係から、VTRに映った一般車や取材先の個人保有の車のエンブレムに「ぼかし」を入れるケースがある（例：スズキとダイハツ複数社提供のポツンと一軒家）取材班が使用するヤリスやルーミーなどのレンタカーも同様。以前はダイハツが自動車メーカーのスポンサー。）。　　　　　　　　　　　　　　　　　　　　　　　　　　　　　　　　　　　　　　　　また、「警察24時」系の番組においても登場した事件関係者の車（被疑者が使用する車や事故に巻き込まれた車）や捜査用車両のエンブレムに「ぼかし」を入れるようになっている（先述の理由に加え、ドラマなどと同様に風評被害を防ぐ意味合いもある）。

## 海外映画など
代表例としてはジャッキー・チェン主演の香港映画（現代劇における）ではほとんどの作品で三菱自動車が車両協力で登場している。もちろんエンドロールでクレジットされている。とはいえ、一部の日本の連続ドラマのようなスポンサーメーカーの車両しか登場しなかったり他メーカー車種にエンブレム隠しをしているというわけはなく、他の日本車メーカーやアメリカ車・欧州車も登場している。例えば『デッドヒート』では三菱がスポンサー（乗ったのもキャンター(レッカー車)、FTO、ランエボ、GTOと三菱車ばかり）なのだが、敵車両としてBNR32スカイラインGT-R（設定上）が出てくるだけにとどまらず｢この男がGT-Rで警官を轢くのを･･･｣とジャッキーが明言したりもしていた（もっともこの作品の場合、エンドロールではNISMOの名も出ていた）。

## テレビCM
カー用品（特にタイヤ）や石油元売のCMでは輸入車を使うことが多い。国産車を使う場合は、なるべくメーカーや車種がわからないようなカメラアングルで撮影する場合が多い。損害保険（自動車保険）会社のCMの場合は、架空のエンブレムやフロントマスクを加工して登場させることもある。